# Nueva Asunción
Nueva Asunción es un distrito paraguayo ubicado en el Departamento de Presidente Hayes, en la orilla occidental del Río Paraguay, a unos 5 km de Asunción.

## Toponimia
Anteriormente la zona era conocida como Chaco'i, que significa «pequeño chaco» en guaraní. Desde el año 2021 se le dio oficialmente el nombre de Nueva Asunción, haciendo referencia a que es la «nueva ciudad» que representa el crecimiento y la expansión del área metropolitana de Asunción al otro lado del río Paraguay en la región occidental, una zona anteriormente muy despoblada y poco desarrollada.

## Historia

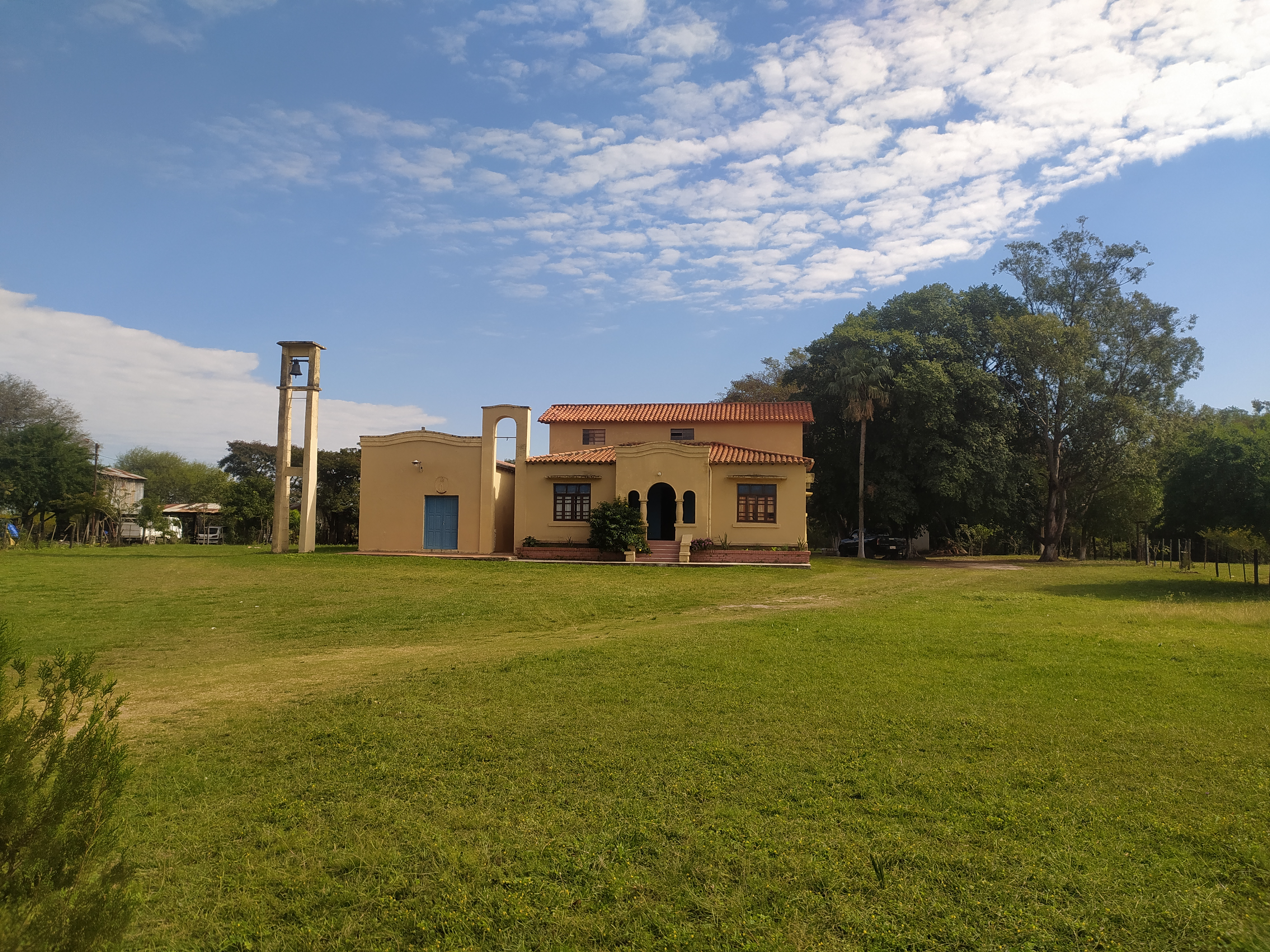
Iglesia La Inmaculada.

Desde hace siglos la zona solo estuvo poblada por diversas tribus indígenas mataco-guaicurúes, siendo los Maká, la última tribu en asentarse en la zona. Estas tribus del Chaco se dedicaban principalmente a la caza y a la recolección, y eran generalmente muy belicosos, motivo por el cual los españoles no vieron muy atractivo establecerse en esta región.
El poblado de Chaco'i fue fundado originalmente el 7 de mayo de 1844 durante el gobierno del presidente Carlos Antonio López con el nombre de «San Venancio», como un sitio donde las familias asuncenas más ricas poseían casas y estancias para descansar en el verano o los fines de semana.
Durante la Guerra de la Triple Alianza en 1869 la zona fue ocupada por el ejército argentino, hasta el 14 de mayo de 1879, cuando el territorio fue devuelto oficialmente al Paraguay, luego del Laudo Hayes.
En la década de 1880 se volvió a repoblar poco a poco la zona, construyéndose la iglesia La Inmaculada, la Escuela de Chaco'i y otras edificaciones. También se establecieron algunas estancias productoras de leche por la zona.
 

Durante la Guerra del Chaco (1932 - 1935) en la Escuela de Chaco'i (hoy en día en ruinas) funcionó un Hospital de sangre para los soldados heridos en el conflicto. También se llevaron al lugar a algunos prisioneros bolivianos para trabajar en la construcción de la Capilla La Inmaculada Concepción y otras obras de la comunidad.

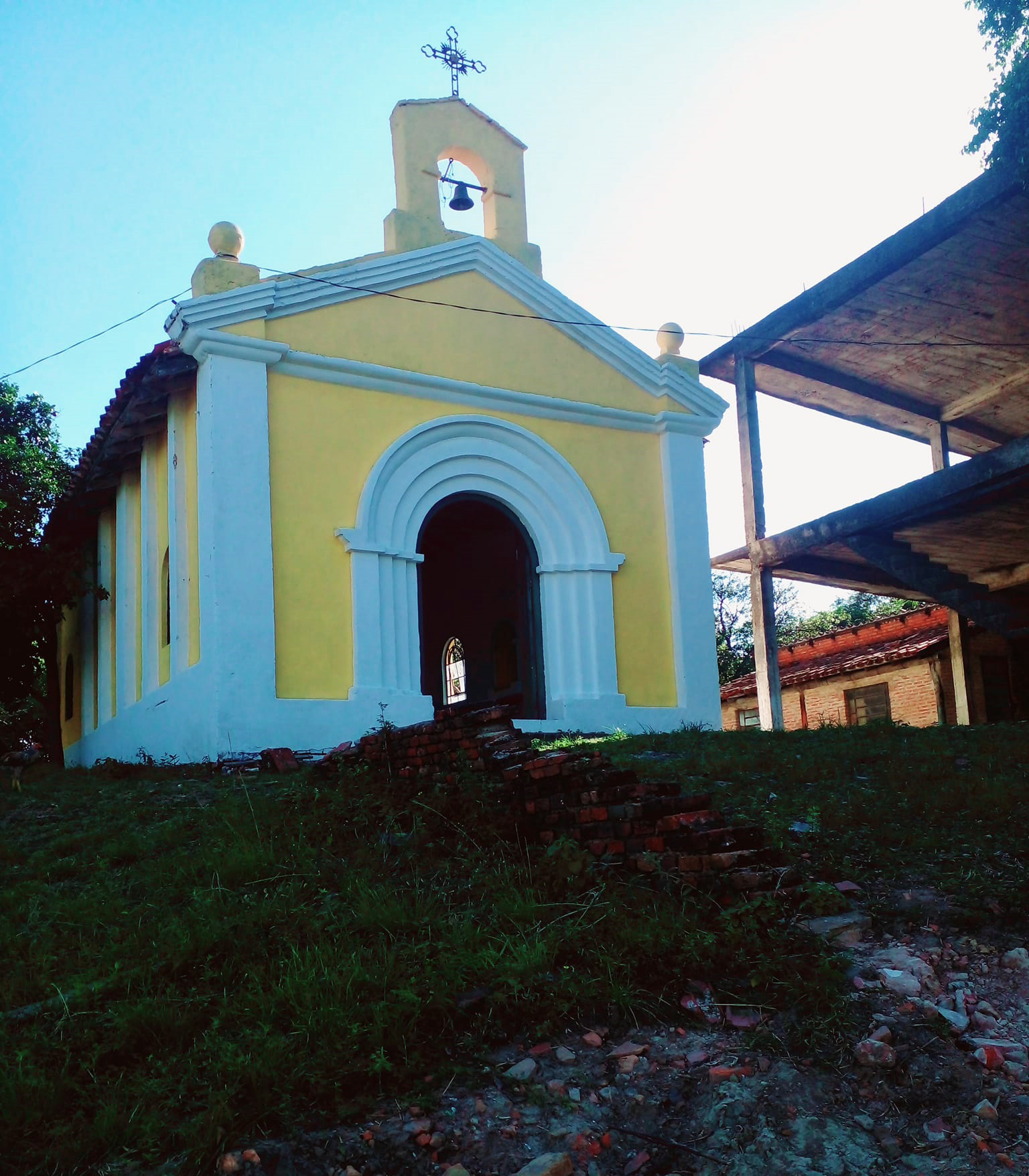
Capilla La Inmaculada Concepción.

Antes de la inauguración del Puente Remanso en 1978, la única forma de cruzar al Chaco paraguayo era en barco, por lo que por muchos años funcionó un servicio de balsas (ferris) que transportaban vehículos, cargas y pasajeros de una orilla a la otra, es decir, de Asunción a Chaco'i y viceversa con cierta frecuencia, siendo esta una época dorada para la localidad.
Con el paso de los años la zona de Chaco'i se empezó a poblar con más gente, que buscaban tierras baratas para sus hogares u oportunidades de negocio, principalmente por la cercanía a Asunción y por el comercio con la Argentina, teniendo algunas épocas de cierto auge, pero al estar ubicada en una zona baja cercana al río Paraguay, sufrió de muchas inundaciones constantemente, cosa que dificultó mucho su desarrollo, por lo que el crecimiento de la zona siempre fue lento y estancado, quedándose como un pueblo fantasma y casi abandonado durante varios años.
Por ello, desde 1997, los pobladores de Chaco'i bajo el liderazgo de la docente Ema Insaurralde se organizaron para exigir la separación de Villa Hayes y la creación de su propio distrito, para tener una mayor autonomía y poder gobernarse mejor.
Esto se consiguió finalmente el 7 de mayo de 2021, cuando por ley se creó el municipio de Nueva Asunción, como un desprendimiento del municipio de Villa Hayes.
El 1 de marzo de 2024 se inauguró finalmente el Puente Héroes del Chaco, beneficiando enormemente a Nueva Asunción, que se perfila como un distrito con un gran potencial de crecimiento inmobiliario y desarrollo económico.

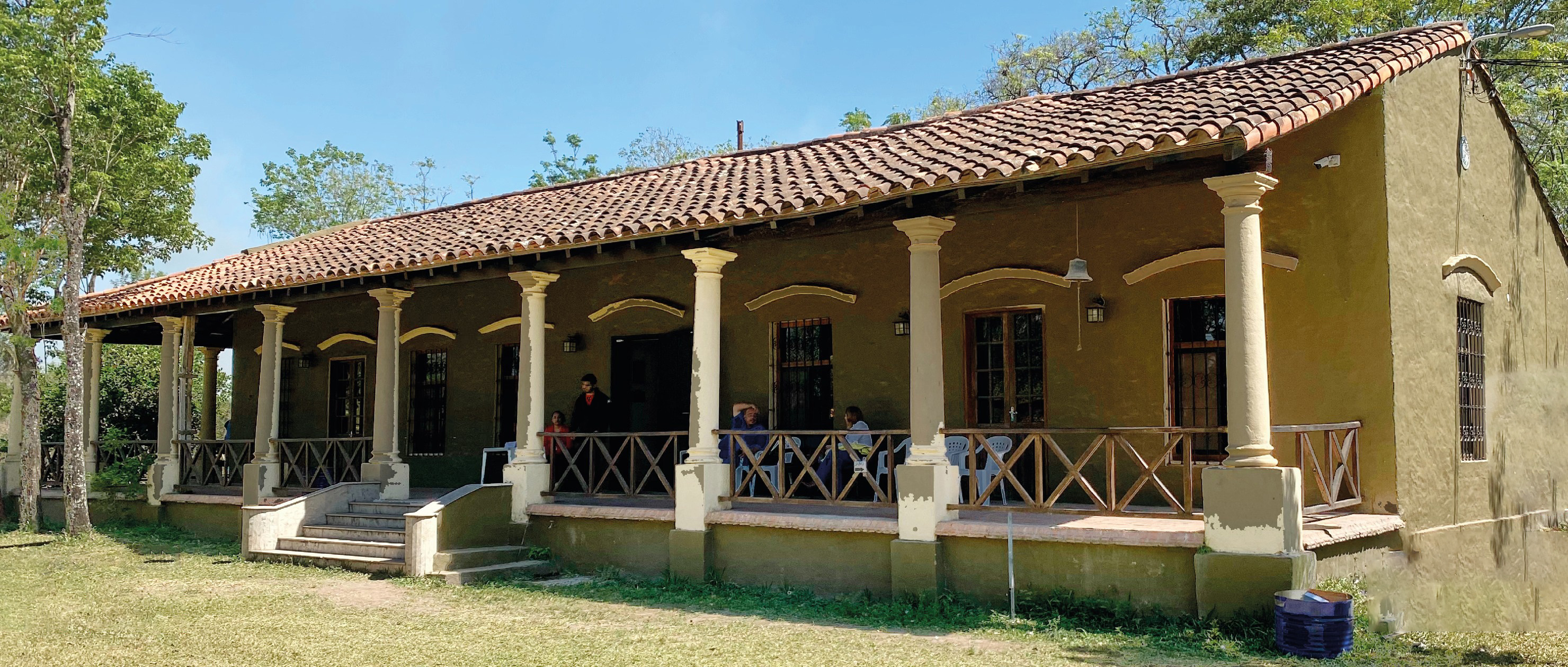
Municipalidad de Nueva Asunción.

## Geografía
Se ubica en la orilla derecha (Occidental) del río Paraguay, en la confluencia con la desembocadura del río Pilcomayo. Al noroeste limita con José Falcón, al norte y noreste con Villa Hayes, al este y al sur limita con el río Paraguay, separándole de Mariano Roque Alonso al este, y de Asunción al sureste, sur y suroeste. Al oeste con el río Pilcomayo, separándole de Nanawa, respectivamente.

| Noroeste: José Falcón | Norte: Villa Hayes | Nordeste: Villa Hayes      |
| Oeste: Nanawa         |                    | Este: Mariano Roque Alonso |
| Suroeste: Asunción    | Sur: Asunción      | Sureste: Asunción          |

## Clima
El clima de Nueva Asunción se puede clasificar como tropical de sabana (Aw) según la clasificación climática de Köppen. La temperatura máxima en verano llega a los 44 °C a la sombra y en invierno a los 5 °C. Mientras que la temperatura media es de 26 °C.

## Transporte
Se accede al distrito por el Puente Héroes del Chaco (solo vehículos livianos) y por el Puente Remanso (vehículos livianos y pesados) y a través de la ruta Ruta PY09, más conocida como «Ruta Transchaco». La principal empresa de bus para llegar a Nueva Asunción desde Asunción es la línea 101 (Empresa Puerto Falcón S.A.C.I.).

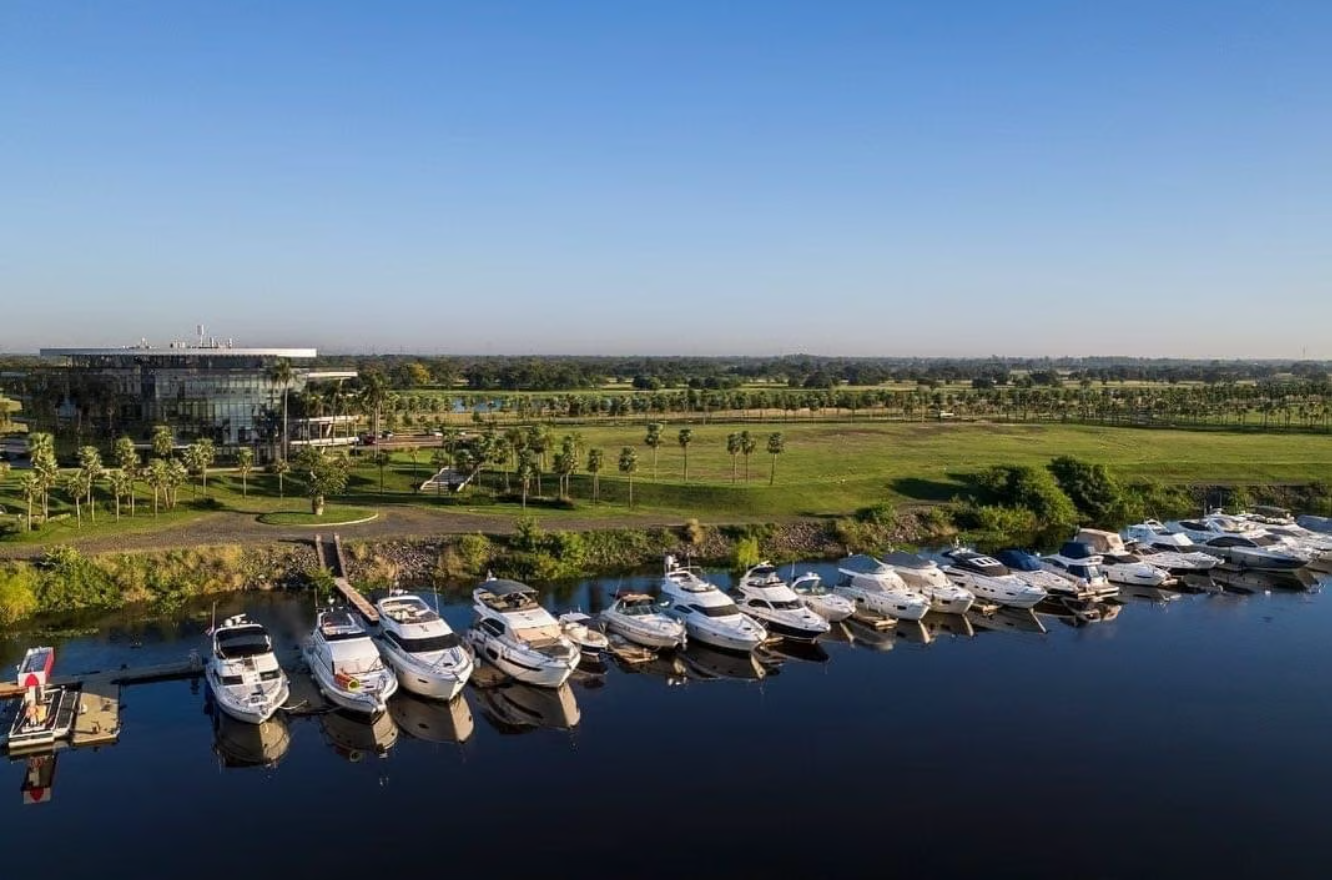
Lanchas en Nueva Asunción.

También se puede acceder al distrito por vía fluvial cruzando el Río Paraguay en pequeñas embarcaciones privadas conocidas como «lanchas», que trasladan a los pasajeros de Asunción hasta la orilla opuesta en Nueva Asunción y viceversa.

## Infraestructura
En la actualidad el distrito se está desarrollando y creciendo rápidamente, debido a las numerosas obras e inversiones que se están realizando en la zona por parte del gobierno paraguayo y de empresas privadas. Algunas obras destacadas son: 
- El Puente Héroes del Chaco (Ruta D075) que lo une directamente con Asunción, la capital del Paraguay.

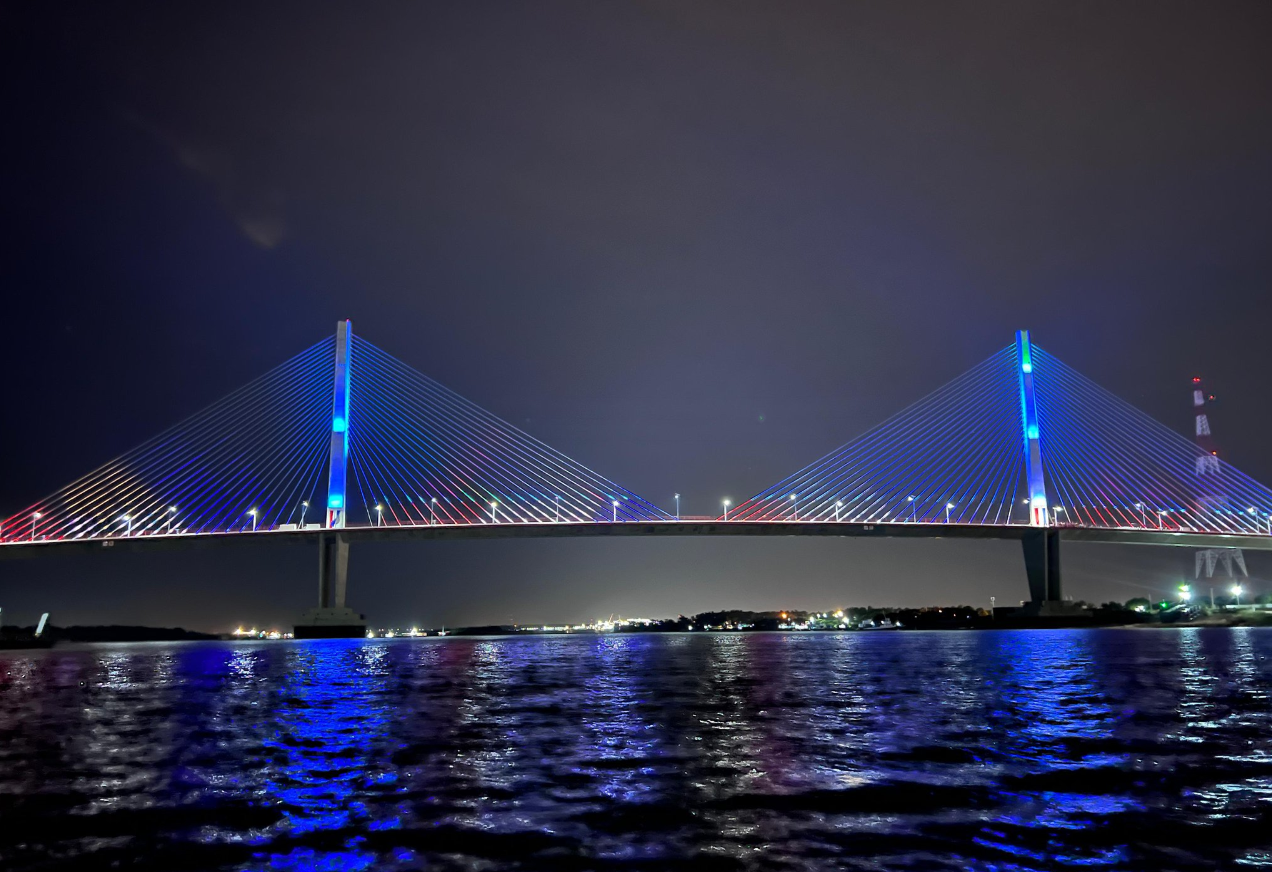
Puente Héroes del Chaco.

- La duplicación de la ruta PY09 que va hasta José Falcón, ubicado en la frontera con Clorinda, Argentina.
- La Terminal Occidental (DelChaco), un barrio privado con una zona para edificios empresariales, campo de golf, puertos y una zona franca.[28][29]
- La creación y el desarrollo de nuevas urbanizaciones por parte de empresas inmobiliarias, como Bosque El Lago, un barrio cerrado de lujo con una laguna artificial y varios edificios.[30]

- La Ribera, un barrio cerrado de lujo que contará con lagunas artificiales, edificios de departamentos y una playa, ubicado al costado del Puente Héroes del Chaco.[31][32][33]
- Sunset Village, otro barrio cerrado lujoso, pero más orientado a la clase media, que contará con una especie de "Parque Central" en el medio mismo de su predio, donde tendrá gimnasios, cafeterías, piscinas, canchas deportivas, locales comerciales y otras atracciones.[34][35][36]
- El asfaltado de la ruta PY12 hasta General Bruguez.[37]
- Duplicación y mejoramiento del Puente Pararã de la ruta PY12 que pasa sobre el riacho Negro y une el centro antiguo de Chaco'i con José Falcón.[38][39][40][41][42]Puente Pararã de la ruta PY12 sobre el Riacho Negro.

Puente Pararã de la ruta PY12 sobre el Riacho Negro.

- La construcción del estadio Mar del Chaco del Atlántida Sport Club con capacidad inicial para 18.000 espectadores y capacidad final proyectada para 29.000 espectadores, siendo así el estadio de fútbol más grande de la Región Occidental del Paraguay.[43]
- Smart Arena, un moderno estadio multipropósito ecológico con capacidad para 15.000 personas, que será utilizado principalmente para conciertos y shows de entretenimiento, además tendrá un centro comercial, un museo, espacios recreativos y áreas verdes a su alrededor.[44][45][46]

## Economía
Los neoasuncenos se dedican a distintas actividades económicas, entre las que destacan las industrias como la producción de cerámica, la construcción, el reciclaje, la producción de carbón, el comercio minorista y la pesca. Aunque últimamente se ha incrementado el desarrollo inmobiliario, las actividades portuarias y el turismo en la zona.
También una gran cantidad de sus habitantes trabajan en la capital, por lo que Nueva Asunción es una ciudad dormitorio, que se está convirtiendo rápidamente en una ciudad industrial, similar a como le sucedió a otras ciudades como San Antonio, Villeta, Ypané o Villa Hayes.

## Cultura
El 24 de octubre de cada año se celebra el Festival del Riacho Pajaguá, con bailes típicos, conciertos, venta de comidas tradicionales, artesanías y competencias de pesca en cercanías del Riacho Pajaguá, un brazo del Río Paraguay que pasa por la localidad y cuenta con mucha naturaleza.

## Turismo
El turismo en este nuevo distrito actualmente es escaso y aún está en desarrollo, pero algunos sitios de interés son:
- Centro histórico de Chaco'i: en esta zona se encuentran el puerto y las edificaciones más antiguas del municipio, algunos negocios e instituciones públicas. En el lugar está también el cartel de bienvenida al pueblo y el "kilometro cero" de la ruta PY12.[15]Cartel de Chaco'i en el "kilometro cero" de la ruta PY12.

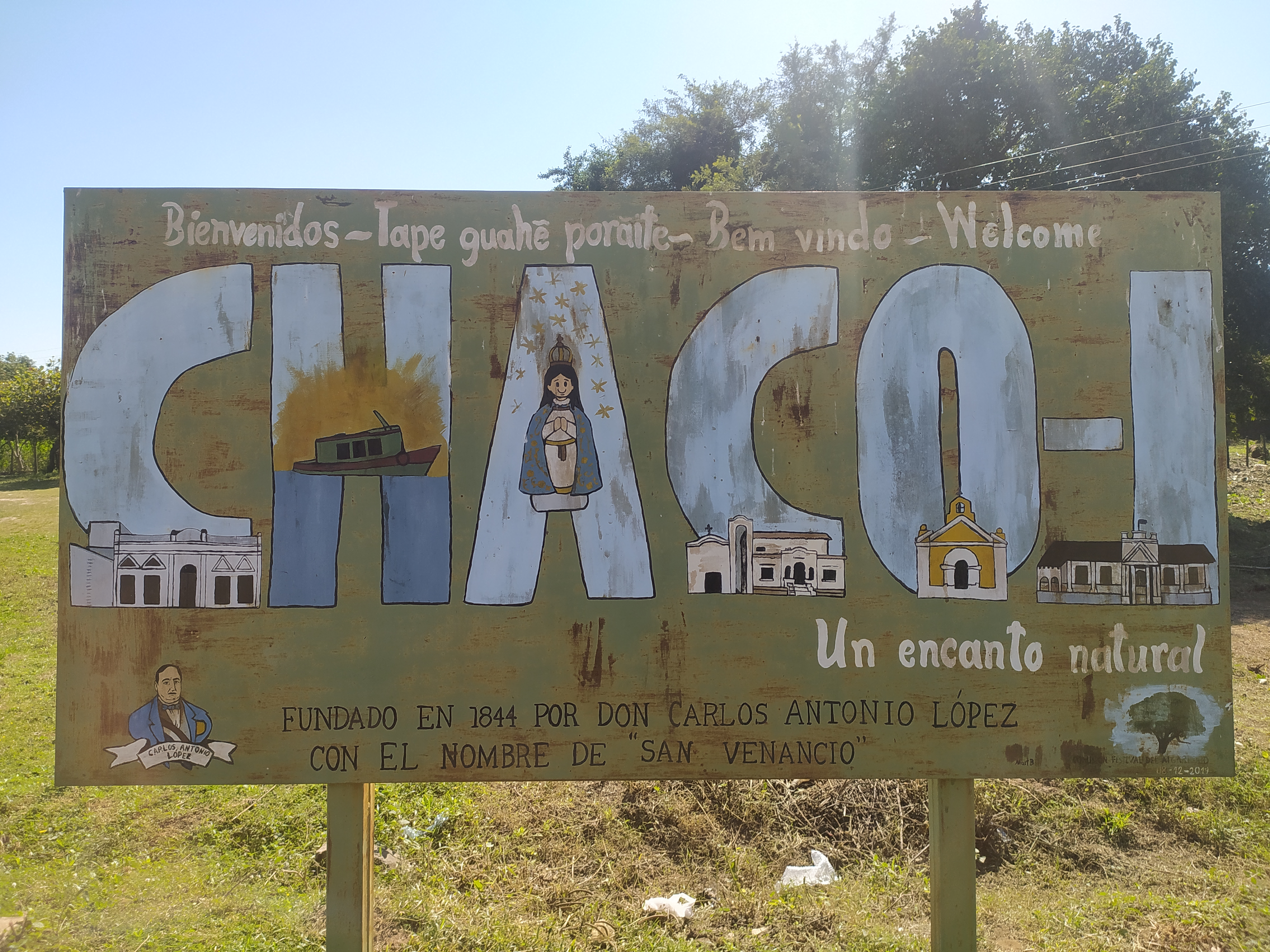
Cartel de Chaco'i en el "kilometro cero" de la ruta PY12.

- Parada de lanchas de Chaco'i: es un pequeño puerto ubicado en el centro histórico desde el cual se tiene una maravillosa vista de la ciudad de Asunción y del río Paraguay.[27]
- Iglesia La Inmaculada: iglesia principal y más antigua del municipio, fue construida originalmente en la década de 1880 de madera y paja, luego sufrió distintas remodelaciones con el paso del tiempo, su diseño actual es de inicios del siglo XX.
- Museo de Chaco'i: un pequeño museo privado que cuenta con algunas piezas históricas y artísticas relacionadas con la Guerra del Chaco.Artículos de la Guerra del Chaco en el Museo de Chaco'i.

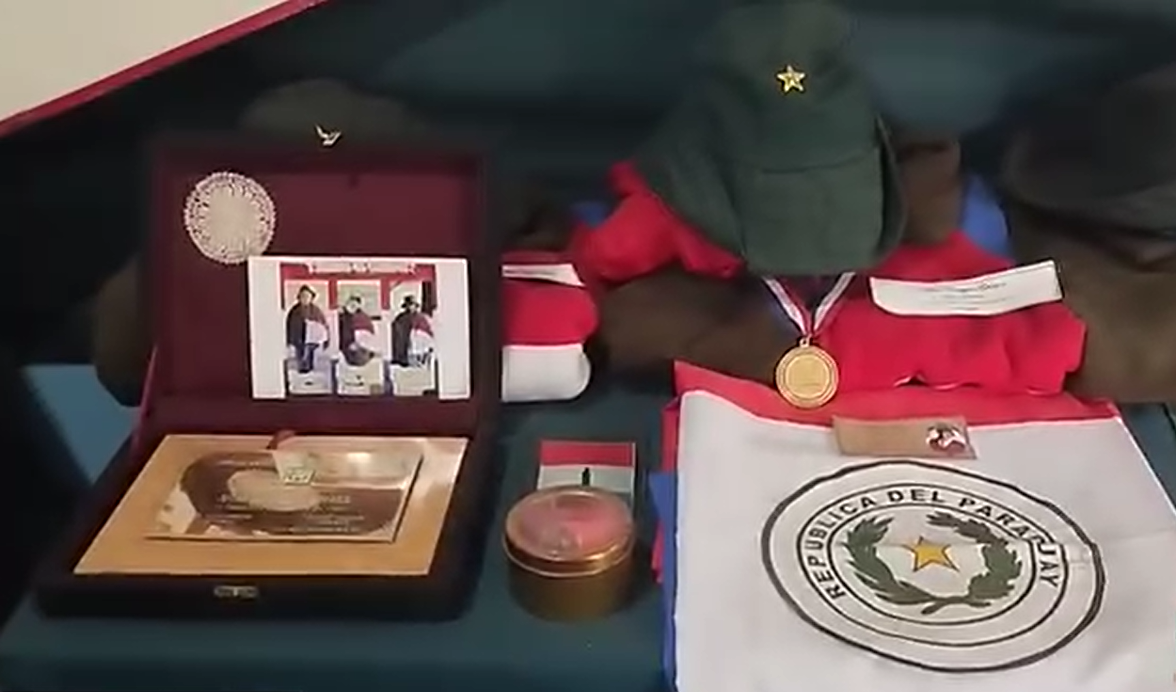
Artículos de la Guerra del Chaco en el Museo de Chaco'i.

- Mirador del Chaco: una torre mirador de 11 pisos (36 metros de altura) con una maravillosa vista de la zona, es propiedad de una empresa privada y la entrada es gratuita.[30]Mirador del Chaco.

Mirador del Chaco.

- Capilla La Inmaculada Concepción: pequeña capilla antigua ubicada a orillas del riacho Pajaguá, fue inaugurada en 1937, inicialmente construida por prisioneros bolivianos durante la Guerra del Chaco y luego terminada por los pobladores paraguayos de la zona.
- Paraíso Tropical: predio turístico privado con mucha naturaleza que se puede alquilar para pasar el día, observar aves, pescar y pasear en bote, además de otras actividades relacionadas con el ecoturismo.Ecoturismo en el paraíso tropical

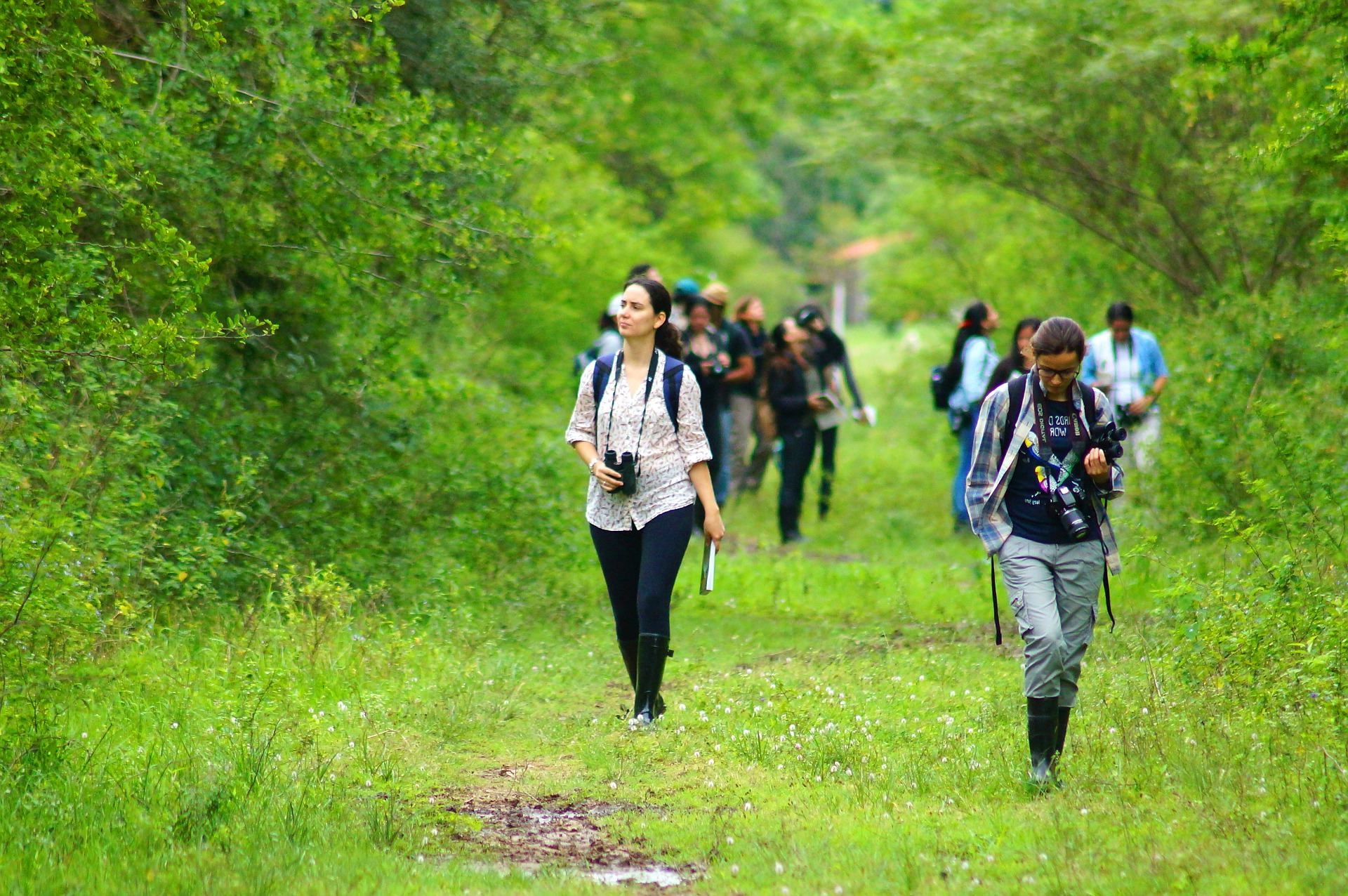
Ecoturismo en el paraíso tropical

- Riacho Pajaguá: pequeño río con mucha naturaleza, ideal para observar aves y pescar.[55][56]Paseo en bote en el paraíso tropical en las aguas del riacho Pajaguá.

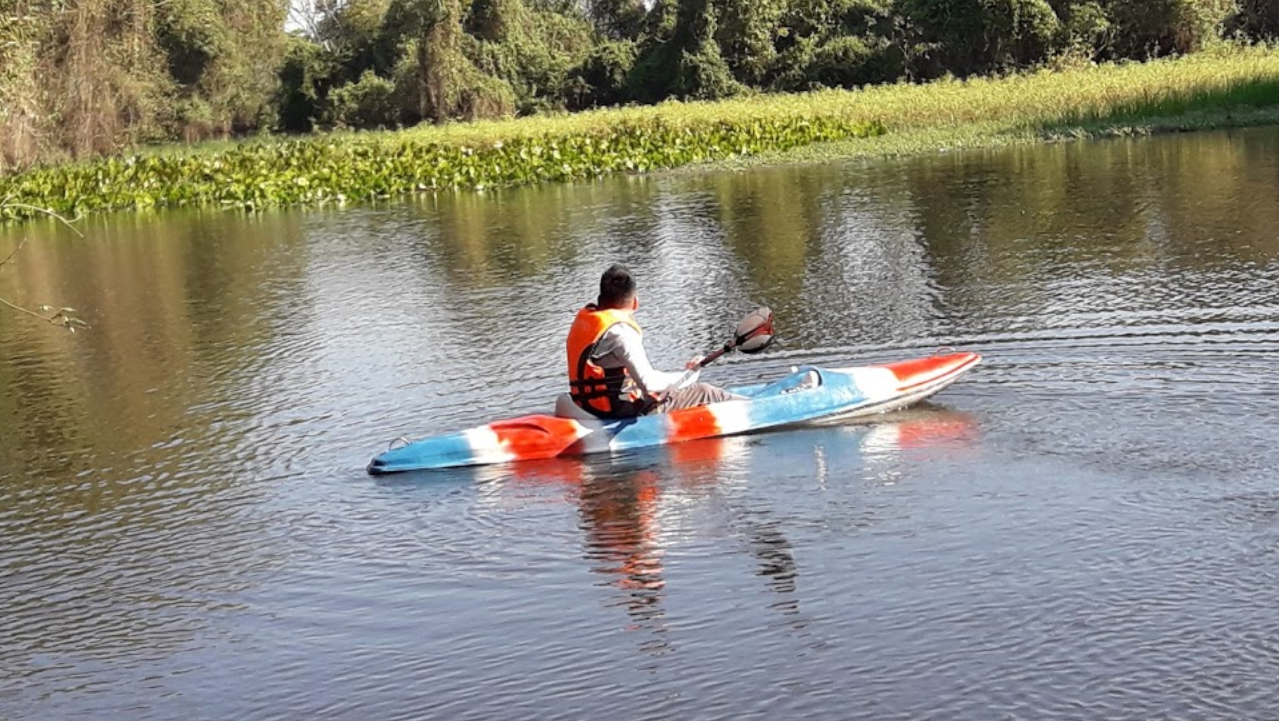
Paseo en bote en el paraíso tropical en las aguas del riacho Pajaguá.

- Riacho Negro: cuenta con mucha naturaleza a su alrededor, ideal para realizar un pícnic, pescar o pasear en bote. Sirve de divisoria con los distritos vecinos de José Falcón y Nanawa.[57][58][59]

## Deportes
El deporte más practicado del distrito es el fútbol. Los equipos más populares son el Club Unión y el Club Sportivo 19 de Marzo, ambos participantes de la Liga Villahayense de Fútbol (equivalente a la cuarta división) y en cuyos predios también se suelen celebrar eventos sociales de la comunidad.
También el Atlántida Sport Club originario de Asunción pretende mudar su sede principal a este municipio en los próximos años.